# Parafia św. Marcina w Czarnym Potoku
Parafia św. Marcina w Czarnym Potoku – parafia rzymskokatolicka, znajdująca się w diecezji tarnowskiej, w dekanacie Łącko.
W kościele parafialnym były kręcone sceny serialu Polskie drogi w reżyserii Janusza Morgensterna.